# Чёрная (приток Коваши)
Чёрная — река на западе Ленинградской области, в Ломоносовском районе. Устье реки находится в 38 км по правому берегу реки Коваши. Длина реки составляет 34 км.

## Общие сведения
Единственный сохранившийся населённый пункт на пути реки — Петровское. Ранее река протекала ещё через несколько деревень на границе ораниенбаумского плацдарма: Порожки, Мишелево, Большое и Малое Горлово, и в устье Усть-Рудица.
Река Чёрная (исток реки Коваши), вытекает из Порзоловского болота.

Ширина реки 5 м.

Длина 35 км.

Пойма шириной 8 — 9 м.

Левый берег выше правого. Течение спокойное. Направление течения с востока на запад. Относится к бассейну Балтийского моря.
В воде много коряг и упавших деревьев (иногда в русле попадаются отдельные камни). Берега не заболоченные, но низкие. Зимой река покрыта льдом.
Река Чёрная через свои многочисленные притоки имеет связь с реками Сапаоя и Ляхиоя, притоками реки с очень похожим названием: Чёрная речка. Из Таменгонтского болота, откуда питаются Сапаоя и Ляхиоя, в Чёрную тоже впадает ручей. Так же через канавы Порзоловского болота есть связь с рекой Шингарка.

## Данные водного реестра
По данным государственного водного реестра России относится к Балтийскому бассейновому округу, водохозяйственный участок реки — Реки бассейна Финского залива от северной границы бассейна реки Луги и до южной границы бассейна реки Невы. Относится к речному бассейну реки Нарва (российская часть бассейна), речной подбассейн отсутствует.
Код объекта в государственном водном реестре — 01030000712102000025420.